# 언진산맥
언진산맥(彦眞山脈, Eonjin Mountains)은 평안남도와 황해도의 경계를 이루는 산맥이며, 태백산맥의 북부에서 시작하여 북쪽 끝에서 요동 방향으로, 즉 서남 방향으로 나아가는 모양새를 갖는다. 마식령산맥과 멸악산맥 사이에 위치한다.

## 주요 산
- 대각산
- 증봉산
- 언진산

## 같이 보기
- 북한의 지리
- 한국의 지질
- 한국의 산맥